# Vojaška obveznost
Vojaška obveznost ali vojaška dolžnost je v nekaterih državah z zakonom urejena dolžnost državljanov, da določen čas izvajajo določene obveznosti v oboroženih silah. Predstavlja neprostovoljni nabor določenih delov populacije z namenom vključiti jih v nacionalne oborožene sile.
Vojaška obveznost kot eden od načinov popolnjevanja oboroženih sil z vojaki v miru in vojni predstavlja pomemben dejavnik, ki vpliva na bojno pripravljenost, njene značilnosti in čas trajanja vojaške obveznosti pa pogojujejo različni dejavniki. Med najpomembnejše spadajo družbeno-politična ureditev države, njene ekonomske možnosti, geografski in demografski dejavniki, pa tudi tradicija, sistem vojaške organiziranosti ter mnogi drugi dejavniki. Praviloma je vojaška obveznost splošna za vse državljane.
Vojaška dolžnost obsega naborno dolžnost, dolžnost služiti vojaški rok in dolžnost služiti v rezervni sestavi.
V Sloveniji je bila vojaška obveznost v veljavi do leta 2004, ko je bila z uvedbo profesionalne vojske ukinjena.